# Claude Roux de Marcilly
Claude Roux de Marcilly (écrit parfois Marsilly), né à Nîmes vers 1623 et mort à Paris le 22 juin 1669, passe pour être le meneur et l'organisateur, en 1668, depuis Londres, d’un complot à l’échelle européenne contre le roi Louis XIV, dans un contexte socio-politique de persécution des protestants et de famine. La conspiration visait à renverser le roi et à faire basculer en République des provinces, telles la Provence, le Dauphiné et le Languedoc, avec le soutien militaire de la Suisse, de l’Espagne et des Provinces-Unies, actuels Pays-Bas.
Il est trahi, dénoncé en mai 1668, enlevé illégalement en Suisse et fait prisonnier. Condamné à mort, il sera roué vif à Paris le 21 juin 1669 après avoir été assisté par le pasteur Jean Daillé.
Dans son essai historique Le Masque de Fer de 1965, Marcel Pagnol identifie le fameux prisonnier masqué (connu sous l’appellation « l'Homme au masque de fer ») au frère jumeau de Louis XIV, né après lui et héritier légitime de la couronne. Ce jumeau, identifié à James de La Cloche dans sa jeunesse, aurait été emprisonné à vie secrètement après avoir conspiré contre son frère aux côtés de Roux. Aspirant à la couronne de Louis XIV, il aurait donc été l’une des figures majeures du complot.

## Découverte du complot
À Londres, début mai 1668, Sir Samuel Morland, diplomate et ancien parlementaire, entretient des relations proches avec Roux de Marcilly. Il dénonce ce dernier auprès du marquis de Ruvigny, ambassadeur extraordinaire de France à Londres, comme « conspirateur ». Celui-ci, d’abord sceptique, organise un dîner en l’honneur de Roux pour l’entendre. Pendant le repas, Morland pose à Roux toute une série de questions préparées par Ruvigny, qui, caché dans un cabinet, note les réponses de Roux.
Ruvigny envoie rapidement un rapport détaillé au roi Louis XIV, sous la forme d’une longue lettre dans laquelle il dénonce Roux, ses complicités, contacts et démarches en cours.
- Lettre du marquis de Ruvigny à Louis XIV (1668) (Wikisource)

Il va même jusqu’à évoquer un possible attentat contre Louis XIV lorsqu’il écrit, qualifiant Roux, que « ce diable incarné dit qu’un coup bien appuyé mettra tout le monde en repos ». Cette lettre donne cependant peu d’informations quant à l’identité de Roux de Marcilly et ses fonctions à Londres, évoquant brièvement un passé militaire.
Ruvigny dénonce également un certain complice nommé Balthazar, basé à Genève, et cite le marquis de Castel Rodrigo en Espagne, le roi d’Angleterre Charles II (cousin germain de Louis XIV) et son frère le duc d’York, comme étant bien au fait du complot et tous en relation avec Roux.
Malgré de longs entretiens avec le duc d’York et le secrétaire d'État pour le Département du sud (en) Henry Bennet (chargé des relations avec les états européens catholiques), Roux se dit déçu du manque de coopération de l’Angleterre, réticente à des premières attaques contre le royaume de France. Il se montre en revanche bien plus confiant quant à un soutien massif de l’Espagne et la Suisse.
Pagnol estime que le plan de Roux avait de très sérieuses chances de réussite, dans le contexte socio-politique de persécution des protestants et de famine.
Roux part en Suisse auprès de son ami Balthazar fin février 1669. Au mépris de la souveraineté suisse, Louis XIV l'y fait enlever. Le 19 mai 1669, soit quasiment un an après l’envoi de la lettre le dénonçant, Roux est fait prisonnier et conduit à la Bastille où le ministre des affaires étrangères Mgr de Lionne l’interroge sous la torture. Le procès est expédié en 2 jours, et Roux de Marcilly est roué vif en place publique à Paris le 21 juin 1669.
Au moment de son exécution, Roux aurait été bâillonné.

### Le valet Martin
Des recherches actives se poursuivent dans les jours qui suivent la disparition de Roux de Marcilly, très probablement à la suite d'aveux et révélations obtenues par la torture de ce dernier. La correspondance entre le ministre Lionne et l’ambassadeur Colbert de Croissy cite un certain « Martin », valet de Roux, comme l’un des complices recherché.
D’après Pagnol, qui donne une interprétation très personnelle des correspondances (dont une lettre du roi Charles II à sa sœur Henriette d'Angleterre), le « valet Martin » est arrêté en Angleterre puis livré à Calais début juillet 1669.
Il s’agirait en réalité non pas du véritable valet de Roux (qui certes existait vraiment), mais du frère jumeau de Louis XIV qui conspirait aux côtés de Roux dans le but de s’emparer du royaume.
Pagnol retrace ensuite sa conduite à Pignerol où il sera emprisonné sous le nom d’« Eustache Dauger » afin de masquer sa véritable identité. Plus tard le port d’un masque lui sera imposé après son transfert à l’Île Sainte-Marguerite puis à la Bastille.

### Rôle de Charles II
Il semblerait, d’après l’examen de la lettre de M. de Ruvigny, que le rôle du roi d’Angleterre Charles II dans la conspiration ne se limitait pas à n’en rien révéler à son cousin germain Louis XIV. Il aurait accordé deux audiences à Roux de Marcilly, et des provinces françaises étaient promises à l’Angleterre en cas de chute de Louis XIV.
Cela étant, il ressort également de la lettre que Roux regrette le manque de coopération de l’Angleterre, réticente à des premières attaques contre le royaume de France, ce que Pagnol explique du fait notamment d’une forte pension servie en secret par Louis XIV à Charles II. Charles II aurait donc suivi ce que Pagnol qualifie de « politique ordinaire de wait and see », attendant que L’Espagne et la Suisse engagent les premières hostilités avant de se lancer dans la bataille en position favorable. Attaquées sur plusieurs fronts, les forces françaises auraient très certainement été débordées.
C’est Charles II qui aurait établi le contact entre le jumeau et le conspirateur Roux après avoir révélé au jumeau sa filiation et sa véritable identité, alors qu'il portait le nom de James de La Cloche.
Au moment du procès de Marcilly, Charles II convoque l’ambassadeur Colbert de Croissy, ambassadeur ordinaire de France, afin d’exprimer auprès de Louis XIV ses regrets de n’avoir, selon ses termes, « eu la moindre connaissance des pernicieux desseins de ce scélérat [Roux] » sur les terres de son royaume. L’historien John Lingard le qualifie cependant de « plus grand hypocrite du royaume »[réf. nécessaire].